# Saison 2010-2011 du FC Lausanne-Sport
Maillots
Chronologie
Saison précédente Saison suivante
Cet article traite de la saison 2010-2011 du FC Lausanne-Sport.

## Effectif

### Gardiens
| N° | Nom              | Date de naissance | Nationalité |
| -- | ---------------- | ----------------- | ----------- |
| 1  | Anthony Favre    | 1er février 1984  |             |
| 18 | Mickael Castejon | 21 mars 1985      | et          |

### Défenseurs
| N° | Nom               | Date de naissance | Nationalité |
| -- | ----------------- | ----------------- | ----------- |
| 4  | Bigambo Rochat    | 29 mai 1991       |             |
| 5  | Baptiste Buntschu | 26 février 1990   |             |
| 6  | Guillaume Katz    | 14 février 1989   |             |
| 12 | Nelson Borges     | 17 octobre 1992   |             |
| 14 | Sébastien Meoli   | 2 août 1980       |             |
| 16 | Nicolas Gétaz     | 11 juin 1991      |             |
| 24 | Jérôme Sonnerat   | 12 février 1985   |             |
| 25 | Alexandre Veuthey | 14 janvier 1993   |             |

### Milieux
| N° | Nom              | Date de naissance | Nationalité |
| -- | ---------------- | ----------------- | ----------- |
| 10 | Martin Steuble   | 9 juin 1986       |             |
| 11 | Alexandre Pasche | 31 mai 1991       |             |
| 13 | Michel Avanzini  | 28 mars 1989      |             |
| 17 | Thierno Bah      | 5 octobre 1982    |             |
| 19 | Abdul Carrupt    | 28 décembre 1985  |             |
| 20 | Nicolas Marazzi  | 13 juillet 1981   |             |
| 23 | Fabrizzyo        | 10 janvier 1989   |             |
| 26 | Numa Lavanchy    | 25 août 1993      |             |
| 27 | Youssouf Traore  | 29 janvier 1991   |             |
| 30 | Rodrigo Tosi     | 6 janvier 1983    |             |

### Attaquants
| N° | Nom            | Date de naissance | Nationalité |
| -- | -------------- | ----------------- | ----------- |
| 7  | Gaël N’Lundulu | 29 avril 1992     |             |
| 8  | Silvio         | 1er février 1985  |             |
| 9  | Jocelyn Roux   | 28 août 1986      |             |
| 29 | Matt Moussilou | 1er juin 1982     |             |